# NGC 7055
NGC 7055 је група звезда у сазвежђу Цефеј која се налази на NGC листи објеката дубоког неба.
Деклинација објекта је + 57° 35' 25" а ректасцензија 21h 19m 25,8s. Привидна величина (магнитуда) објекта NGC 7055 износи 13,1.